# Vaterpolo na OI 1936.
Vaterpolo na OI 1936. u Berlinu igralo se od 8. do 15. kolovoza 1936..

## Rezultati

### Eliminacijske runde
U prvom kolu svaka ekipa u skupini igrala je protiv svake ekipe u istoj skupini. Plasmani su određeni na bodove. U slučaju izjednačenih bodova, odlučivao je bolji prosjek golova. Prve dvije ekipe svake skupine plasirale su se u polufinale, dok su treće i četvrtoplasirane ispale.
Grupa 1
| Poredak | Tim        | Utakmice | Pob. | Ner. | Izg. | Gol+ | Gol- | Gol razl. |  | Belgija | Nizozemska | SAD | Urugvaj |
| ------- | ---------- | -------- | ---- | ---- | ---- | ---- | ---- | --------- |  | ------- | ---------- | --- | ------- |
| 1.      | Belgija    | 3        | 2    | 1    | 0    | 6    | 4    | 5         |  | X       | 1:1        | 4:3 | 1:0     |
| 2.      | Nizozemska | 3        | 1    | 2    | 0    | 5    | 4    | 4         |  | 1:1     | X          | 3:2 | 1:1     |
| 3.      | SAD        | 3        | 1    | 0    | 2    | 7    | 8    | 2         |  | 3:4     | 2:3        | X   | 2:1     |
| 4.      | Urugvaj    | 3        | 0    | 1    | 2    | 2    | 4    | 1         |  | 0:1     | 1:1        | 1:2 | X       |

Grupa 2
| Poredak | Tim                    | Utakmice | Pob. | Ner. | Izg. | Gol+ | Gol- | Gol razl. |  | Mađarska | Ujedinjeno Kraljevstvo | Jugoslavija | Malta |
| ------- | ---------------------- | -------- | ---- | ---- | ---- | ---- | ---- | --------- |  | -------- | ---------------------- | ----------- | ----- |
| 1.      | Mađarska               | 3        | 3    | 0    | 0    | 26   | 2    | 6         |  | X        | 10:1                   | 4:1         | 12:0  |
| 2.      | Ujedinjeno Kraljevstvo | 3        | 2    | 0    | 1    | 13   | 15   | 4         |  | 1:10     | X                      | 4:3         | 8:2   |
| 3.      | Jugoslavija            | 3        | 1    | 0    | 2    | 11   | 8    | 2         |  | 1:4      | 3:4                    | X           | 7:0   |
| 4.      | Malta                  | 3        | 0    | 0    | 3    | 2    | 27   | 0         |  | 0:12     | 2:8                    | 0:7         | X     |

Grupa 3
| Poredak | Tim          | Utakmice | Pob. | Ner. | Izg. | Gol+ | Gol- | Gol razl. |  | Njemačka | Francuska | Čehoslovačka | Japan |
| ------- | ------------ | -------- | ---- | ---- | ---- | ---- | ---- | --------- |  | -------- | --------- | ------------ | ----- |
| 1.      | Njemačka     | 3        | 3    | 0    | 0    | 27   | 3    | 6         |  | X        | 8:1       | 6:1          | 13:1  |
| 2.      | Francuska    | 3        | 2    | 0    | 1    | 12   | 10   | 4         |  | 1:8      | X         | 3:2          | 8:0   |
| 3.      | Čehoslovačka | 3        | 1    | 0    | 2    | 7    | 12   | 2         |  | 1:6      | 2:3       | X            | 4:3   |
| 4.      | Japan        | 3        | 0    | 0    | 3    | 4    | 25   | 0         |  | 1:13     | 0:8       | 3:4          | X     |

Grupa 4
| Poredak | Tim       | Utakmice | Pob. | Ner. | Izg. | Gol+ | Gol- | Gol razl. |  | Austrija | Švedska | Švicarska | Island |
| ------- | --------- | -------- | ---- | ---- | ---- | ---- | ---- | --------- |  | -------- | ------- | --------- | ------ |
| 1.      | Austrija  | 3        | 3    | 0    | 0    | 17   | 1    | 6         |  | X        | 2:1     | 9:0       | 6:0    |
| 2.      | Švedska   | 3        | 2    | 0    | 1    | 18   | 2    | 4         |  | 1:2      | X       | 6:0       | 11:0   |
| 3.      | Švicarska | 3        | 1    | 0    | 2    | 7    | 16   | 2         |  | 0:9      | 0:6     | X         | 7:1    |
| 4.      | Island    | 3        | 0    | 0    | 3    | 1    | 24   | 0         |  | 0:6      | 0:11    | 1:7       | X      |

### Polufinale
Kao i u eliminacijskom krugu, svaka momčad u skupini igrala je s drugom momčadi u istoj skupini, osim ako se nisu susreli u prethodnom kolu. U ovom slučaju prethodni rezultat je ostao na snazi i prenesen je na ovu skupinu. Dakle, u svakoj skupini trebalo je odigrati samo četiri utakmice. Plasmani su određeni na bodove. U slučaju izjednačenih bodova, odlučivao je bolji prosjek golova. Prve dvije ekipe iz svake skupine plasirale su se u finale, dok su treće i četvrtoplasirane ispale i sudjelovale u utješnom turniru.
Rezultati koji se prenose iz prvog kruga prikazani su kurzivom.
Grupa 1
| Poredak | Tim                    | Utakmice | Pob. | Ner. | Izg. | Gol+ | Gol- | Gol razl. |  | Mađarska | Belgija | Nizozemska | Ujedinjeno Kraljevstvo |
| ------- | ---------------------- | -------- | ---- | ---- | ---- | ---- | ---- | --------- |  | -------- | ------- | ---------- | ---------------------- |
| 1.      | Mađarska               | 3        | 3    | 0    | 0    | 21   | 1    | 6         |  | X        | 3:0     | 8:0        | 10:1                   |
| 2.      | Belgija                | 3        | 1    | 1    | 1    | 4    | 5    | 3         |  | 0:3      | X       | 1:1        | 6:1                    |
| 3.      | Nizozemska             | 3        | 0    | 2    | 1    | 5    | 13   | 2         |  | 0:8      | 1:1     | X          | 4:4                    |
| 4.      | Ujedinjeno Kraljevstvo | 3        | 0    | 1    | 2    | 6    | 20   | 1         |  | 1:10     | 1:6     | 4:4        | X                      |

Grupa 2
| Poredak | Tim       | Utakmice | Pob. | Ner. | Izg. | Gol+ | Gol- | Gol razl. |  | Njemačka | Francuska | Austrija | Švedska |
| ------- | --------- | -------- | ---- | ---- | ---- | ---- | ---- | --------- |  | -------- | --------- | -------- | ------- |
| 1.      | Njemačka  | 3        | 3    | 0    | 0    | 15   | 3    | 6         |  | X        | 8:1       | 3:1      | 4:1     |
| 2.      | Francuska | 3        | 2    | 0    | 1    | 7    | 1    | 4         |  | 1:8      | X         | 4:2      | 2:1     |
| 3.      | Austrija  | 3        | 1    | 0    | 2    | 5    | 8    | 2         |  | 1:3      | 2:4       | X        | 2:1     |
| 4.      | Švedska   | 3        | 0    | 0    | 3    | 3    | 8    | 0         |  | 1:4      | 1:2       | 1:2      | X       |

### Završni krug
Kao i u prethodnim rundama, svaki tim u finalu je igrao svaki protiv drugog osim ako se nisu sastali u prethodnom kolu. U ovom slučaju prethodni rezultat je ostao i prenesen u finale. Tako su se u finalu morale odigrati samo četiri utakmice. Plasmani su određeni na bodove. U slučaju izjednačenih bodova, odlučivao je bolji prosjek golova.
Rezultati koji su preneseni iz prethodnih kola prikazani su kurzivom.
Finale
| Poredak | Tim       | Utakmice | Pob. | Ner. | Izg. | Gol+ | Gol- | Gol razl. |  | Mađarska | Njemačka | Belgija | Francuska |
| ------- | --------- | -------- | ---- | ---- | ---- | ---- | ---- | --------- |  | -------- | -------- | ------- | --------- |
| Zlato   | Mađarska  | 3        | 2    | 1    | 0    | 10   | 2    | 5         |  | X        | 2:2      | 3:0     | 5:0       |
| Srebro  | Njemačka  | 3        | 2    | 1    | 0    | 14   | 4    | 5         |  | 2:2      | X        | 4:1     | 8:1       |
| Bronca  | Belgija   | 3        | 1    | 0    | 2    | 4    | 8    | 2         |  | 0:3      | 1:4      | X       | 3:1       |
| 4.      | Francuska | 3        | 0    | 0    | 3    | 2    | 16   | 0         |  | 0:5      | 1:8      | 1:3     | X         |

Mađarska je osvojila Olimpijsko prvenstvo jer je njihov prosjek golova bio bolji (10/2 = 5) od njemačkog (14/4 = 3,5).
Skupina za plasman od petog do osmog mjesta – utješni turnir
| Poredak | Tim                    | Utakmice | Pob. | Ner. | Izg. | Gol+ | Gol- | Gol razl. |  | Nizozemska | Austrija | Švedska | Ujedinjeno Kraljevstvo |
| ------- | ---------------------- | -------- | ---- | ---- | ---- | ---- | ---- | --------- |  | ---------- | -------- | ------- | ---------------------- |
| 5.      | Nizozemska             | 3        | 2    | 1    | 0    | 13   | 11   | 5         |  | X          | 5:4      | 4:3     | 4:4                    |
| 6.      | Austrija               | 3        | 1    | 1    | 1    | 9    | 9    | 3         |  | 4:5        | X        | 2:1     | 3:3                    |
| 7.      | Švedska                | 3        | 1    | 0    | 2    | 8    | 8    | 2         |  | 3:4        | 1:2      | X       | 4:2                    |
| 8.      | Ujedinjeno Kraljevstvo | 3        | 0    | 2    | 1    | 9    | 11   | 2         |  | 4:4        | 3:3      | 2:4     | X                      |

## Države sudionice
Svaka zemlja je smjela prijaviti tim od 11 igrača i svi su imali pravo sudjelovanja. Sve ekipe prijavile su po 11 igrača.
Na Igrama u Berlinu nastupilo je ukupno 142 (*) vaterpolista iz 16 zemalja:
- Austrija (11)
- Belgija (9)
- Čehoslovačka (7)
- Francuska (7)
- Njemačka (11)
- Velika Britanija (11)
- Mađarska (11)
- Island (8)
- Japan (8)
- Malta (9)
- Nizozemska (9)
- Švicarska (8)
- Švedska (10)
- SAD (9)
- Urugvaj (7)
- Jugoslavija (7)

(*) NAPOMENA: Računaju se samo igrači koji su igrali u barem jednoj utakmici.

## Sastavi momčadi
| Place | Nation |
| ----- | --- |
| 1     | Mađarska |
|       | Mihály Bozsi (UTE) Jenő Brandi (MTK) György Bródy (III. ker TVE) Olivér Halassy (UTE) Kálmán Hazai (MTK) Márton Homonnai (MTK) György Kutasi (UTE) István Molnár (FTC) János Németh (UTE) Miklós Sárkány (III. ker TVE) Sándor Tarics (MAC)                                                                                        |
| 2     | Njemačka Bernhard Baier Fritz Gunst Josef Hauser Alfred Kienzle Paul Klingenburg Heinrich Krug Hans Schneider Hans Schulze Gustav Schürger Helmuth Schwenn Fritz Stolze |
| 3     | Belgija Gérard Blitz Albert Castelyns Pierre Coppieters Joseph De Combe Henri De Pauw Henri Disy Fernand Isselé Edmond Michiels Henri Stoelen |
| 4     | FrancuskaAndré Busch (CNL) Georges Delporte (EN Tourcoing) René Joder (CN Paris) Paul Lambert (EN Tourcoing) Maurice Lefèbvre (EN Tourcoing) Henri Padou (EN Tourcoing) Roger van de Casteele (EN Tourcoing) |
| 5     | NizozemskaRu den Hamer Lex Franken Hans Maier Gé Regter Kees van Aelst Jan van Heteren Soesoe van Oostrom Soede Joop van Woerkom Herman Veenstra |
| 6     | AustrijaErwin Blasl Wilhelm Hawlik Anton Kunz Alfred Lergetporer Otto Müller Sebastian Ploner Peter Riedl Franz Schönfels Karl Seitz Karl Steinbach Franz Wenninger |
| 7     | ŠvedskaGöte Andersson (Stockholms KK) Bertil Berg (SoIK Hellas) Erik Holm (SoIK Hellas) Tore Lindzén (Stockholms KK) Tore Ljungqvist (SK Neptun) Åke Nauman (Stockholms KK) Gösta Persson (SK Neptun) Sven-Pelle Pettersson (SK Neptun) Runar Sandström (SK Neptun) Georg Svensson (SoIK Hellas)                                   |
| 8     | Ujedinjeno KraljevstvoLeslie Ablett Ernest Blake David Grogan William Martin David McGregor Frederick Milton Robert Mitchell Alfred North Leslie Palmer Reginald Sutton Edward Temme |
| 9     | SADCoach: Clyde Swendsen (Hollywood Athletic Club) Kenneth Beck Philip Daubenspeck Charles Finn Dixon Fiske Fred Lauer (Illinois Athletic Club) Charles McCallister (Los Angeles Athletic Club) Wally O'Connor Raymond Ruddy (New York Athletic Club) Herbert Wildman Frank C. Graham (Los Angeles Athletic Club) William E. Kelly |
| 10    | JugoslavijaFilip Bonačić Luka Ciganović Vinko Cvjetković Miro Mihovilović Ante Roje Mirko Tarana Bogdan TošovićDejan Dabović Ivo Đovaneli Vojko Pavičić Ivo Štakula |
| 11    | ČehoslovačkaLešek Boubela Josef Bušek Kurt Epstein Konstantin Koutek Josef Medřický Karel Schmuck Hugo Vondřejc |
| 12    | ŠvicarskaFerdinand Denzler Jean Gysel Werner Kopp Heinz Meier Robert Mermoud Benjamin Vessaz Robert Wyss Roger Zirilli |
| 13    | UrugvajEnrique Pereira Julio César Costemalle Maximino García Francisco Figueroa Hugo García Alberto Batignani José Castro |
| 14    | JapanJihei Furusho Torajiro Kataoka Shigetaka Katsuhisa Yasutaro Sakagami Zenjiro Takahashi Kosei Tano Koichi Wada Takimi Wakayama |
| 15    | IslandJón Ingi Guðmundsson Þórður Guðmundsson Jónas Halldórsson Þorsteinn Hjálmarsson Jón Jónsson Stefán Jónsson Magnús Pálsson Úlfar Þórðarson |
| 16    | MaltaJack Frendo Azzopardi Joseph Demicoli Alfred Lanzon Frank Wismayer Pippo Schembri Babsie Podestá Sydney Scott Wilfred Podestá Jimmy Chetcuti |

## Najbolji igrači
- najbolji vratar: Miro Mihovilović ( Jugoslavija)[1]